# 빔포밍
무선통신에서 빔포밍(영어: beamforming 또는 spatial filtering)은 스마트 안테나(smart antenna)의 한 방식으로 안테나의 빔을 특정한 단말기(수신기기)에 집중시키는 기술이다. 스마트 안테나(smart antenna)는 효율성을 높이기 위해 다수의 안테나를 이용해 구현될 수 있다. 다수의 안테나를 송신기와 수신기 모두에 구현한 경우를 MIMO라고 한다.
일반적으로 빔포밍은 무대 위의 배우에게 스포트라이트(spotlight)로 불 빛을 비추는 것과 같은 효과를 의미한다. 빛은 전파들 중에서 주파수가 높은 신호에 해당한다. 전파는 주파수가 높을 수록 직진성이 강해서 빛처럼 주파수대가 높은 신호는 한 방향으로 몰아서 보내지 않으면 신호 전송에 많은 에너지가 소모된다.

## 수학적 모델
빔포밍한 송신 신호 벡터인 {\displaystyle \mathbf {x} }는 다음과 같이 모델링 될 수 있다.
{\displaystyle \mathbf {x} =\mathbf {w} s}
여기서 {\displaystyle \mathbf {(} w)}는 빔포밍 벡터이고 {\displaystyle s}는 송신 심볼이다. LOS 환경이라고 가정하면, 신호대 잡음비를 최대화하기 위해 빔포밍 벡터는 방향 벡터의 conjugate 벡터를 사용한다. 각도가 {\displaystyle \theta }에서 오는 신호라고 하면 방향 벡터는 다음과 같다.
{\displaystyle \mathbf {a} (\theta )=[1,~e^{-j\pi sin(\theta )},~e^{-2j\pi sin(\theta )},~...]^{T}},
이에 따른 최적 빔벡터는 {\displaystyle \mathbf {w} =\mathbf {a} ^{H}(\theta )}와 같다.

## 다운링크 빔포밍

### 배경
이동통신 시스템에서 기지국에서 단말들에게 신호를 보내는 링크를 다운링크라하고 다운링크에 빔포밍을 적용한 경우를 다운링크 빔포밍이라 한다. 여기서 빔포밍은 서두에 설명한 바와 같이 다중 송신 안테나로 신호를 송신 또는 수신하는 기술이다.

### 시스템 모델
기지국과 다수의 단말이 존재하는 이동통신 시스템을 고려한다. 기지국은 M개의 안테나를 가지고 단말들은 1개의 안테나를 가지고 있다. 기지국은 빔포밍을 통해 여러 사용자에게 신호를 동시에 전달한다.

### 사용 원리
다운링크 빔포밍에서 기지국은 단말들에게 전송할 신호 정보인 {\displaystyle s}에 빔포밍 벡터인 {\displaystyle \mathbf {w} }를 곱한 {\displaystyle \mathbf {x} =\mathbf {w} s}를 다중 안테나를 통해 내보낸다.
다중 빔을 사용하면 한 사용자뿐아니라 다수의 사용자에게 동시에 신호를 전송할 수 있다. 빔을 통해 사용자간 간섭을 줄이면서 다중 사용자와 통신하는 방식을 공간 분할 다중 접속 (SDMA: Space Division Multiple Access)이라 한다. 공간 분할 다중 접속에서는 전송할 신호 정보 벡터인 {\displaystyle \mathbf {s} }에 빔포밍 메트릭스인 {\displaystyle \mathbf {W} }를 곱한 {\displaystyle \mathbf {x} =\mathbf {W} \mathbf {s} }를 다중 안테나를 통해 내보낸다. 여기서 {\displaystyle W=[w_{1},w_{2},\ldots ,w_{M}]}는 {\displaystyle M\times L} 메트릭스이고 {\displaystyle \mathbf {s} =[s_{1},s_{2},\ldots ,s_{M}]^{T}}는 {\displaystyle M\times 1}벡터이다.

## 빔포밍 활용
이동통신 시스템에서 빔포밍 활용 사례이다. IMT-2000 시스템에서는 빔형성(beam - forming) 기술을 사용하면서 각 사용자별로 앞에서 언급한 동기복조를 할 수 있도록 전용 위상기준 신호를 송신할 수 있도록 표준화되어 있다.

## 빔포밍 구분
이동통신 시스템에서 빔포밍은 다음과 같이 구분한다.
빔포밍 방향에 따라 다운링크 빔포밍과 업링크 빔포밍을 나눈다. 기지국에서 단말기 방향으로 빔포밍을 할 때는 다운링크 빔포밍이며 단말기에서 기지국 방향으로 빔포밍을 할 때는 업링크 빔포밍이다.
빔을 어떤 정보를 통해 형성하느냐에 따라 피드백 빔포밍과 방향 빔포밍으로 나눈다. 다운링크 빔포밍에서 예를 들면, 피드백 빔포밍은 단말들이 기지국에게 빔 형성에 필요한 정보인 다운링크 채널 정보를 피드백하도록 구성되며 방향 빔포밍은 피드백없이 기지국이 단말기의 방향을 측정하여 빔포밍한다. 피드백 빔포밍은 채널 정보를 피드백하여 피드백 링크를 통한 무선 자원 손실이 발생하는 대신 정확한 빔형성이 가능하다. 반대로 방향 빔포밍은 피드백을 사용하므로 생기는 무선 자원의 손실은 없지만 채널 정보를 정확히 알기 힘들어 빔포밍 형성의 정확도가 떨어진다.
형성된 빔의 역할에 따라 간섭 제거 빔포밍과 전력 증대 빔포밍으로 나눈다. 간섭 제거 빔포밍은 빔을 전송하는 사용자들간에 신호 간섭을 최소화하도록 빔들을 형성하며 전력 증대 빔포밍은 빔을 전송하는 사용자의 채널에 일치하는 방향으로 빔을 형성한다. 간섭 제거 빔포밍은 둘 이상의 사용자에게 동시에 빔포밍할 때 주로 사용된다.
간섭 제거 빔포밍이 사용되는 한 명 이상의 사용자에게 빔을 형성하는 다중 사용자 빔포밍과 단일 사용자에게만 빔을 형성하는 단일 사용자 빔포밍으로 동시 사용자 수에 따라 빔포밍을 구분도 사용하고 있다. 전력 증대 빔포밍은 주로 단일 사용자 빔포밍에 사용되지만 복잡도를 낮추는 목적으로 다중 사용자 빔포밍에 활용하기도 한다.

## 디지털, 아날로그, 하이브리드
(송신이 아닌) 수신의 경우, 아날로그 빔포밍(아날로그 빔 형성) 디지털 빔포밍(디지털 빔 형성) 간의 구별이 있다. 이를테면, 100개의 센서 엘리먼트가 있을 경우 디지털 빔포밍 접근 시 100개의 신호 각각이 아날로그-디지털 변환회로를 통해 100개의 디지털 데이터 스트림을 생성하게 된다. 이때 이 데이터 스트림들은 합성 신호를 취득하기 위해 적절한 자리이동 계수(환산계수)나 위상 편이와 함께 디지털로 증가된다. 이와 대조적으로 아날로그 빔포밍 접근 시 100개의 아날로그 신호를 취한 뒤 아날로그 방식을 사용하여 이들을 스케일링하거나 위상 편이시킨 다음 하나의 출력 데이터 스트림을 디지털화하는 것이 일반적이다.
디지털 빔포밍은 병렬로 수많은 출력 신호를 취득하기 위해 디지털 데이터 스트림(이 예시에서는 100개)이 병렬로 수많은 잠재적 방식으로 조작 및 결합될 수 있다는 장점이 있다. 모든 방향으로부터 오는 신호는 동시에 측정이 가능하며 이 신호들은 멀리 떨어진 물체를 분석한다든지 빠르게 움직이는 근접 물체의 분석을 위해 더 짧은 시간 동안 동시에 연동할 수 있다. 이는 아날로그 빔포밍의 경우 효율적으로 수행하기 어려운데, 이는 각각의 병렬 신호 결합에 자체 회로가 필요할뿐 아니라, 디지털 데이터는 완전히 복사가 가능하지만 아날로그 데이터는 그렇지 못하다는 것을 그 이유로 들 수 있다. 그러므로 수신된 아날로그 신호가 분리되어 수많은 크고 다른 신호 결합 회로에 송신되는 경우 각각의 신호 대 잡음비를 감소시킬 수 있다.
이른바 대형 MIMO 시스템으로 불리는 수많은 안테나를 갖춘 MIMO 통신 시스템에서 디지털 기저 대역에서 실행되는 빔포밍 알고리즘들은 매우 복잡해질 수 있다. 게다가 모든 빔포밍이 기저 대역에서 수행되는 경우 개별 안테나는 자체적인 RF 피드가 필요하다. 고주파수의 또 수많은 안테나 엘리먼트가 있는 상황에서 비용이 많이 들 수 있으며 시스템 내의 손실 및 복잡성을 증대시킬 수 있다. 이 문제를 해결하기 위해 빔포밍 중 일부를, 디지털이 아닌 아날로그 요소를 사용하여 수행하는 하이브리드 빔포밍(하이브리드 빔 형성)이 제안된다.
디지털 기저 대역 대신 아날로그 요소를 사용하여 수행할 수 있는 수많은 잠재적인 다른 기능들이 존재한다.

## 같이 보기
- 다운링크 빔포밍